# West Richland
West Richland é uma cidade localizada no estado norte-americano de Washington, no Condado de Benton.

## Demografia
Segundo o censo norte-americano de 2000, a sua população era de 8385 habitantes.
Em 2006, foi estimada uma população de 10.199, um aumento de 1814 (21.6%).

## Geografia
De acordo com o United States Census Bureau tem uma área de
56,4 km², dos quais 56,2 km² cobertos por terra e 0,2 km² cobertos por água.

## Localidades na vizinhança
O diagrama seguinte representa as localidades num raio de 20 km ao redor de West Richland.